# Aedes palpalis
Aedes palpalis é um espécie de mosquito do Género Aedes, pertencente à família Culicidae.